# Congrégation de la Mère de Dieu
 (juin 2024).
La Congrégation de la Mère de Dieu est un institut religieux catholique féminin créée en France au milieu du XVIIe siècle.

## Fondation
Congrégation fondée en 1648 par J.-J. Olier, curé de Saint-Sulpice, et Madeleine Leschassier.

## Repères historiques
- Fondation en 1648 d'un premier orphelinat.
- Dispersion des religieuses en 1797.
- Réinstitution en congrégation en 1808 (Dames de la Mère de Dieu) par Marie Marguerite Arsène de Lézeau.
- Napoléon confie la direction des maisons d'éducation de la Légion d'honneur à la congrégation en 1809 (formalisé par le décret impérial du 15 juillet 1810).
- Laïcisation des maisons de la Légion d'honneur (1880), la congrégation compte alors 156 religieuses.
- Fondation de la maison du Caire (Égypte) en 1880.
- En 1903, les religieuses doivent quitter la France.
- Création d'un nouveau foyer à Paris en 1930.
- 1960 : installation au Liban.

## Établissements
- France : maison généralice à Paris, rue de Calais; une autre maison rue du Vieux-Colombier ; institution Jeanne d'Arc à Étampes.
- Égypte : Le Caire, Alexandrie.
- Liban : Ajaltoun.
- La congrégation a aussi été établie à Lille, Brest et Dijon ainsi qu'en Belgique (1919, près de Tournai) et en Angleterre (1881) à Clifton et Surbiton.

## Statistiques
- 63 membres en 1980[1].

## Sources
- Annuaire catholique de France, 1961.